# هارتمن (تگزاس)
هارتمن (به انگلیسی: Hartman) یک منطقهٔ مسکونی در ایالات متحده آمریکا است که در شهرستان بویی، تگزاس واقع شده‌است. هارتمن ۸۸٫۰۹ متر بالاتر از سطح دریا واقع شده‌است.